# تانئر اوتو
تانئر اوتو (به لاتین: Thanneer Uttu) یک منطقهٔ مسکونی در سری‌لانکا است که در استان شمالی (سری‌لانکا) واقع شده‌است.